# Jean Pierre Guiard
Pour les articles homonymes, voir Guiard.
Jean Pierre Guiard, ou Guyard, né le 3 janvier 1767 à Méral (Mayenne), mort le 29 décembre 1846 à Saint-Pavin-des-Champs (Sarthe), est un militaire français de la Révolution et de l’Empire.

## États de service
Il entre en service le 23 septembre 1783, comme soldat au régiment de Provence, et il obtient son congé le 13 septembre 1789.
Il reprend du service le 6 septembre 1791, en tant que sous-lieutenant au 1er bataillon de volontaires de la Mayenne, et il devient adjudant-major le 9 avril 1792. De 1792 à l’an X, il combat avec les armées du Nord de l’Ouest, de Sambre-et-Meuse, d’Angleterre du Rhin, de Naples, d’Italie et des Grisons.
Il reçoit son brevet de capitaine de grenadiers le 10 août 1793, au 73e régiment d’infanterie de ligne, avec lequel il fait toutes les campagnes de la liberté. Le 14 décembre 1799, à l’affaire de Nervi, il avance avec son bataillon au milieu des chasseurs d’Asper, et il reçoit un coup de feu qui lui traverse la poitrine.
Le 3 décembre 1800, lors d’une charge de son régiment à la Bataille de Hohenlinden, il contribue puissamment à la prise d’un parc d’artillerie de 105 pièces de canon. Il est fait chevalier de la Légion d’honneur le 18 décembre 1803. En 1805, il fait la campagne d'Autriche au sein de la Grande Armée, et il est nommé chef de bataillon le 24 mai 1806, au 60e régiment d’infanterie de ligne. Il fait les campagnes de Prusse et de Pologne de 1806 et 1807, et il se distingue les 5 et 6 juillet 1809, à la bataille de Wagram, ainsi que les 10 et 11 juillet à la Bataille de Znaïm. 
Major en second le 15 avril 1811, il devient major titulaire au 23e régiment d’infanterie le 28 janvier 1813. Sa conduite à la bataille de Lützen le 2 mai 1813, lui vaut le grade de colonel en second le 14 mai suivant au 135e régiment d’infanterie de ligne. Il se fait remarquer aussi à Bautzen les 20 et 21 mai, à Goldberg le 23 août, à Leipzig du 16 au 19 octobre, et à Hanau les 30 et 31 octobre 1813.
Pendant la campagne de France de 1814, il combat avec le plus grand courage, et après l’abdication de l’Empereur, il est mis en non activité le 21 mai 1814. Pendant les Cent-Jours, Napoléon lui confie le commandement de Schlestadt, et après la bataille de Waterloo, il est remis en non activité. Il est admis à la retraite le 9 décembre 1815.
Il meurt le 29 décembre 1846, à Saint-Pavin-des-Champs.

## Sources
- A. Lievyns, Jean Maurice Verdot, Pierre Bégat, Fastes de la Légion-d'honneur, biographie de tous les décorés accompagnée de l'histoire législative et réglementaire de l'ordre, Tome 4, Bureau de l’administration, 1844, 640 p. (lire en ligne), p. 174.
- « Cote LH/1226/9 », base Léonore, ministère français de la Culture
- Commandant G. Dumont, Bataillons de volontaires nationaux, (cadres et historiques), Paris, Lavauzelle, 1914, p. 196-197.